# Qihuli He
Qihuli He (kinesiska: 七虎力河) är ett vattendrag i Kina. Det ligger i provinsen Heilongjiang, i den nordöstra delen av landet, omkring 280 kilometer öster om provinshuvudstaden Harbin.
Genomsnittlig årsnederbörd är 793 millimeter. Den regnigaste månaden är juli, med i genomsnitt 164 mm nederbörd, och den torraste är januari, med 5 mm nederbörd.